# 32596 Cepek
32596 Cepek este o planetă minoră (asteroid) din centura de asteroizi. A fost descoperită pe 29 august 2001 la Observatorul Kleť de Miloš Tichý⁠(d) și a fost numită după Aleš Čepek⁠(d). 
Obiectul prezintă o orbită caracterizată de o semiaxă mare de 2,4184337 UAi, o excentricitate de 0,14, o înclinație de 6,21335 ° în raport cu ecliptica.